# Amundsen-Golf
Der Amundsen-Golf (englisch Amundsen Gulf) ist ein Golf in den kanadischen Nordwest-Territorien, gelegen zwischen Banks Island, Victoria Island und dem Festland. Er ist etwa 400 km lang und etwa 150 km breit bis hin zur Beaufortsee.
Der Amundsen-Golf wurde zwischen 1903 und 1906 vom norwegischen Entdecker Roald Amundsen erkundet. Der Golf befindet sich am westlichen Ende der berühmten Nordwestpassage, einer Route vom Atlantik bis zum Pazifik.
An den Ufern des Golfs leben nur wenige Menschen, aber es gibt einige Städte und Gemeinden, darunter Sachs Harbour, Ulukhaktok und Paulatuk. 
Größere Zuflüsse des Amundsen-Golfs an der Südküste sind von Westen nach Osten: Horton River, Hornaday River, Brock River, Roscoe River, Outwash River, Buchanan River und Croker River.